# 中央文化工作委員會
中央文化工作委员会（简称中央“文委”），是中国共产党在上海设立的在中共中央宣传部或上海中央局领导下，负责国统区文化工作的秘密机构。目的是与中国国民党争取宣传阵地，吸引广大民众支持其思想。

## 历史
1928年5月，江苏省委书记项英去莫斯科参加中共六大，省委宣传部长李富春代理省委书记。1928年7月，江苏省委决定将创造社、太阳社（太阳社中的蒋光赤、阿英、殷夫等二十余名党员分为两个党小组）的三个党小组合编为一个支部——上海文化工作者支部。李富春找潘汉年面谈，委任潘汉年为支部书记。此前，潘汉年在中共中央宣传部任干事，负责文化、出版及文艺界联络工作，由光华书店发行出版了他的中短篇小说集《离婚》。
1928年10月，根据党中央提出建立文化界统一的革命团体的指示，潘汉年找沈端先（夏衍）、朱镜我、周谷城、许德珩等42名文化界著名人士，共同发起组织“中国著作者协会”（简称“作协”）。由于缺乏组织工作经验，“作协”成立以后，没有开展起什么活动，只剩了个空架子，不久便自然消亡。但为以后左联积累了经验教训。1928年冬，上海文化工作者支部划归中共中央宣传部直接领导，潘汉年仍任书记。
1928年至1929年是白色恐怖最惨烈的时期，但进步文艺团体之间有关革命文学的论争非常激烈，形成了全国范围的大论战。论争的双方是：
- 创造社、太阳社的党员作家
- 鲁迅及其追随者

这一时期，党中央忙于对抗国民党的白色恐怖的扑杀，内与“陈托取消派”激烈斗争；红军也正在湘赣边界地区苦战，没有精力来处理文艺界的问题。1929年6月底，中共六届二中全会通过了《宣传工作决议案》，指出“宣传教育是实现党的任务的经常的基本的工作”，并提出 “中央宣传部本身必需有健全的组织，应当建立各科各委的工作”。成立了中央文化工作委员会（简称“文委”），年仅23岁的潘汉年被任命为党的第一任文委书记。文委负责“指导全国高级的社会科学团体，杂志，及编辑公开发行的各种刊物和书籍”。中央宣传部长李立三与周恩来听说了鲁迅被围攻的事情，当场表态认为创造社、太阳社这样围攻鲁迅不对。
1929年10月，潘汉年开始筹建左联，召集“创造社”、“太阳社”、冯雪峰、郑伯奇（党外人士）等召开座谈会，推举鲁迅、郑伯奇、蒋光慈、冯乃超、彭康、夏衍（沈端先）、阿英（钱杏邨）、柔石、沈起予、洪灵菲、阳翰笙（华汉）、冯雪峰等十二人组成“左联”筹备会。就社团名称征求鲁迅意见时，鲁迅说“左翼”二字还是用好，旗帜可以鲜明一点。1930年3月2日在上海北四川路与窦乐安路（现多伦路）交界的中华艺术大学的教室（现为“中国左翼作家联盟成立大会会址纪念馆”，简称左联纪念馆）召开了中国左翼作家联盟（左联）成立大会，左联设中共党团，第一任党团书记由潘汉年兼任。之后，中国左翼社会科学家联盟（社联）、中国左翼美术家联盟（美联）、中国左翼剧团联盟（1931年1月改为中国左翼戏剧家联盟、简称“剧联”）、中国左翼新闻记者联盟（“记联”）、中国左翼教育工作者联盟（“教联”）相继成立，均设中共党团。1930年8月26日，这些左翼文化团体联合组成中国左翼文化界总同盟（文总），潘汉年任书记，并主编“文总”的机关刊物《文化斗争》。1931年初，中共六届四中全会之后不久，潘汉年调任中共江苏省委宣传部部长，冯雪峰接替“文委”书记职务。
1932年，为反击“文化围剿”，阳翰笙与田汉等“文总”各团体负责人共同筹划，抽调金山、赵丹等“剧联”成员，聂耳、吕骥、贺绿汀等音乐人开辟电影战线，拍摄进步电影，成为左翼文化运动的重心。阳翰笙代表“文总”党团，着力培养聂耳、王莹、陈波儿等青年艺术工作者入党，成为进步电影骨干。左翼电影战线逐步控制了明星、联华、艺华、電通、天一等电影公司。
1932年11月创办了文总机关刊物《文化月报》。1933年3月和8月又建立了中国电影文化协会（及中共电影小组）和“剧联”音乐小组、中国普罗世界语者同盟（世界语小组）等团体。阳翰笙任“文总”党团书记。
1933年1月初，中共中央临时政治局迁往江西瑞金，同时成立中共上海中央执行局，代表中共中央领导党在国统区的工作，负责保持和沟通中共中央与共产国际驻上海代表之间的联系，加强全国各地党组织与革命根据地党组织的联系。中央文委改由上海中央局领导。
1935年2月，文委领导成员遭到大逮捕，仅1935年2月19日，就有上海中央局书记黄文杰、组织部何成湘、宣传部朱镜我、秘书处张唯一；当天晨阳翰笙在南京的家里被国民党抓捕，同田汉等一起被投入南京老虎桥监狱；以及文委的林伯修、许涤新等36人同时被捕。文委五个领导成员中，只有周扬和夏衍幸免。文委失去了与中共中央的联系。“文委”和“文总”领导下的“八大联”还有130余名文艺界党员在没有上级领导和活动经费的情况下，以文艺活动等形式顽强地开展工作。当时，周扬的公开身份是正在翻译《安娜·卡列尼娜》的作家，夏衍在电影公司工作，胡乔木是一名中学教师，他们通过这些公开活动赚钱糊口并掩护开展地下斗争。夏衍后来回忆说：“当时，我们处于一个非常奇特的状态，一方面是爱国群众运动一浪高于一浪，另一方面是我们在白区得不到一星一点党中央和红军的消息，内外反动派通讯社和报章宣传的是‘剿共大捷’之类的谎言，连遵义会议这样的大事我们也一无所知。”1935年7月，左联党团书记周扬和社联接上关系，并召集各联负责人开会研究今后工作，会上推举周扬担任新的文委书记，重建后的“新文委”为临时组织，“待江苏省委重建或和中央取得联系后，请示追认或改组”。参加新文委工作的陆续有：周扬、陈处泰、章汉夫、胡乔木、夏衍、吴敏、钱亦石、钱俊瑞、邓洁、王翰等。新文委的工作主要包括：
- 重整组织。1935年7月，文总和社联的党团书记陈处泰，后因卷入刺汪案被捕牺牲；1935年10月重组文总党团，书记胡乔木，成员邓洁、王翰。左联党团书记周扬，执行书记徐懋庸。社联党团书记钱亦石，执行书记李凡夫，党团成员王翰、陈家康。剧联党团书记于伶，党团成员张庚、章泯。电影小组负责人夏衍。随着一二九运动后学生救亡运动兴起，新文委抽调王翰、何家槐把“八大联”的学生关系集中起来，实际上组成了文委下的学委，以后胡乔木、陈家康、张执一、雍文涛、蒋南翔参加这一工作。1936年初，负责全国白区工作的北方局书记刘少奇指示把全国学联设在了上海。[4]
- 积极寻求领导。“新文委”通过共产国际文件，了解政策，从英文版的《国际通讯》上看到共产国际第七次代表大会文件，组织翻译并油印刻写在1935年10月25日的《文报》第11期附刊《研究资料》第1期，散发给盟员。
- 制定新纲领草案，以改变作风。参加的有文总、社联、剧联、新联、左联、妇联（中国妇女运动大同盟）等六个联盟各自制定了自己的新纲领草案并发表。

1935年11月，《密勒氏评论报》记者史沫特莱接到了左联驻国际革命作家联盟代表萧三的信，在内山书店将这封信转交给鲁迅；鲁迅将信通过左联行政书记胡风、左联组织部长及党团成员王尧山，辗转交给当时左联的党团书记周扬。信中，箫三猛烈抨击了左联的宗派主义与关门主义现状：

左联内部工作许多表现，也绝不似一个文学团体和作家的组织，不是教育作家，吸引文人到反帝反复古之联合战线方面来的组织，而是一个政党，简单说，就是共产党！一般人也认为左联便是共产党。加入左联便要砍头  ――  这在文人是要想一下子才能决定的呵。”
“取消左联，发宣言解散它，另外发起、组织一个广大的文学团体。”

上海文委一接到箫三的指示信，“毫不迟疑地决定解散左联和文委所属各联（社联、剧联、美联等），另行组织更广泛的文化、文艺团体”，即中国文艺家协会，“凡是主张抗日救亡的文艺工作者都可以参加”。鲁迅赞成组建更广泛的文艺界抗日统一战线组织，但坚决不同意周扬、夏衍解散左联。解散左联的事只好被暂时搁置起来。胡乔木作为新任的中国左翼文化界总同盟（“文总”）党团书记，认为要成立的文艺界统一战线团体是群众团体，左联也是群众团体。在一个群众团体里面秘密存在另一个群众团体，就会造成宗派主义，这不好，而且会使左联具有第二党的性质，更不好。鲁迅是国内最早看到“萧三来信”的人，但左联领导人委托茅盾去征询鲁迅意见时，鲁迅表示不同意解散左联，指出搞宗派主义、关门主义的是人，是某些人，而不是组织，不是左联；所以左联解散了，他们照样会搞宗派主义、关门主义。最终鲁迅同意解散左联，但要求发表一个公开声明，否则“无声无息地解散，则会被社会上认为我们经不起国民党的压迫，自行溃散了”。后来萧三于1943年10月底在延安枣园见毛泽东，汇报了解散左联经过后，毛泽东说：“啊！还是你写的信呀！那就是要解散共产党差不多……那就是跟‘中联’‘右联’一起搞喏！”“反帝而没有无产阶级领导，那就反帝也不会有了。”
1935年12月17日，长征后的中共中央在陕北举行瓦窑堡会议，决定接受共产国际七大的决议与《八一宣言》，建立抗日民族统一战线。1936年1月，为推动抗日民族统一战线文总自动停止活动。1936年2月下半月，新文委、文总解散，该系统的党员归入将要成立的中共江苏省临时委员会（江苏省临委）。
鲁迅和茅盾曾对左联的解散表示强烈不满，认为这是对资产阶级的示弱和溃散，并由此加大了对左联实际掌控人、左联中共书记周扬的不满，由此引发了“国防文学”和“民族革命战争的大众文学”的“两个口号”之争。1936年4月，日本改造社社长山本在上海采访鲁迅，问及左联情况时，鲁迅说：“我本来也是左联的一员，但是这个团体的下落我现在也不知道了。”这次采访内容随后在《改造》期刊公开发表。
根据1936年3月20日至27日中共中央政治局晋西会议精神，国共开始秘密接触谈判，冯雪峰被中央（张闻天、周恩来）派遣同南京当局联络（当时称为“外交”），进行上层统一战线，4月15日或16日与张子华离开瓦窑堡，17日到东北军王以哲第六十七军控制的肤施，21日在西安换乘火车，4月24日或25日到上海。冯雪峰化名李允生，身份为中共中央特派员，有权接管领导上海的一切党的工作。冯雪峰首先与茅盾、鲁迅取得联系。冯雪峰在鲁迅家里会见胡风商量并征得鲁迅同意后，提出了“民族革命战争时期的大众文学”的口号。1936年5月9日晨5时，胡风写完《人民大众向文学要求什么？》，刊载于1936年6月1日《文学丛报》第3期，引爆了“国防文学”和“民族革命战争时期的大众文学”两个口号的公开论争。冯雪峰首先派遣王学文考核了中央文委及其所领导的左翼文艺界团体的工作，然后冯雪峰解散了中央文委，从周扬手里接管亲自领导文艺工作。1936年7月从王学文手里接管了特科工作，组织把埃德加·斯诺和史沫特莱送到了陕北。1936年7月6日中央安塞会议后，张闻天、周恩来给冯雪峰的信（由刘鼎随张学良参加国民党五届二中全会而带到上海），表示对鲁迅（“你老师”）以及茅盾（“沈兄”）“抗日救国的努力”“我们都很钦佩”“转至我们的敬意”，“对于你老师的任何怀疑，我们都是不相信的”，“请他不要为一些轻薄的议论而发气”。该信指示冯雪峰“同一切关门主义做坚决的斗争”，“这种关门主义倾向，就是在一些左倾的刊物中还是时常表现的”，“关门主义在当前是一种罪恶，常常演着同内奸同样的作用”，“但这些人同内奸是不同的， 解决的方法也完全不同。解释还是第一。”1936年7月26日、30日于保安县召开的中共中央政治局会议，讨论研究了“上海工作”，毛泽东说“上海工作是有进步的”；周恩来说“必须要多派如允生同样的人去”，冯雪峰的“工作范围太复杂，在外交方面、政治方面都要他负责，事实上是做不来的”；对今后上海的工作，张闻天说文化界的团体、救国会，组织上都比较狭隘，对南京各方面的活动也要扩大，毛泽东说今后工作应着重更广泛的统一战线，对一切可能同情抗日的人应大大的开门；博古指出，上海党的组织大部分靠得住，冯雪峰的工作应该首先是依靠原有的基础，在上海建立党的工作；毛泽东说对文化界的矛盾，也是应该注意的，要好好说服他们。
从1936年6月开始的两个口号的公开论争，《光明》、《文学界》等刊物力主“国防文学”，拥护“国防文学”的作家1936年6月7日成立了中国文艺家协会，发表《中国文艺家协会宣言》。鲁迅拒绝加入中国文艺家协会。《海燕》、《夜莺》、《现实文学》等刊物力挺“民族革命战争的大众文学”，这一派的作家发表了《中国文艺工作者宣言》(载于1936年《作家》6月号，《译文》第1卷第4期、7月1日《文学丛报》第4期、7月1日《文学月刊》第1卷第2期、7月1日《现实文学》第1期）。出现了“两个阵容，一条战线”的宗派主义状况。鲁迅写信称“好在现在旧团体已不存在，新的呢，我没有加入，不再会因我而引起一点纠纷。我希望这已是我最后的一封信，旧公事全都从此结束了。” 当时参与两个口号论争的文章很多，除上海之外，全国各地乃至日本东京都有反响。据对300多种报刊的不完全统计，发表的有关文章达480篇之多。论争的问题主要是两个口号的优劣，此外还涉及到文学创作要不要以抗日为中心题材，要不要提倡进步的创作方法，如何团结中间作家，创作自由和批评态度等问题。论争中，在鲁迅的支持下，胡风、聂绀弩、萧军等于1936年1月20日创办了《海燕》月刊，但仅出两期即被查禁。鲁迅于2月29日致友人的信中说：“《海燕》系我们几个人自办，但现已以‘共’字罪被禁，续刊与否未可知，此次所禁者计二十余种，稍有生气之刊物，一网打尽矣。”为了继续坚持左翼文艺方向，不致于使人感觉左翼文艺运动已经销声匿迹，1936年3月方之中在左联的上级周文领导下，创办主编一个新的刊物《夜莺》，立刻得到党组织和左联的支持，成为《海燕》的续刊。《夜莺》月刊主要撰稿人有鲁迅、《论“非常时”》唐弢、方之中、《谈傅东华先生的所谓“常识”》周文、张天翼、胡风、《创作口号和联合问题》聂绀弩、吴席儒（奚如）、《抗日文学阵线》欧阳山（龙贡公）、尹庚、萧曼若、万迪鹤、陈企霞、田间、雷石榆、王亚平、王任叔、张驰、杨骚、《谈“联合”》朱慧等。其中，鲁迅在该刊上发表了《三月的租界》、《写于深夜里》、《几个重要问题》。
1936年8月，鲁迅发表了《答徐懋庸并关于抗日统一战线问题》的长信中写：“中国目前的革命的政党向全国人民所提出的抗日统一战线的政策，我是看见的，我是拥护的，我无条件地加入这战线”。对“国防文学”和“民族革命战争时期的大众文学”两个口号的公开论争，鲁迅主张“这两个口号的并存”。而文艺家在抗日问题上的联合，鲁迅以为“是无条件的，只要他不是汉奸，愿意或赞成抗日，则不论叫哥哥妹妹，之乎者也，或鸳鸯蝴蝶都无妨。”在茅盾、郭沫若等的支持下，“两个口号”的激烈论争基本得到控制，促成了1936年10月1日有广泛代表性的各方面作家21人签名的《文艺界同人为抗日御侮与言论自由宣言》的发表。
1937年七七事变后，在八路军驻沪办事处（八办）领导下，组成文化工作委员会，并成立公开的上海文化界救亡协会。1937年11月上旬，中共江苏省委员会在上海重新成立。江苏省委负责领导上海市和江、浙两省沿沪宁、沪杭铁路线地区地下党的工作和开辟敌后武装斗争。中共江苏省委决定重建文化界运动委员会（文委）。在文委领导下先后成立戏剧电影工作委员会，文化总支、文艺工作委员会。
1946年4月中共中央决定成立上海中央局，宣传部部长沙文汉，负责宣传与文化界。1948年11月，在中共上海中央局所属文化工作委员会结束后，中共上海市委建立上海市委文化工作委员会（文委），统一领导上海的新闻出版及文学、戏剧、音乐等方面的工作。